# Rancamaya (Cilongok)
Rancamaya is een bestuurslaag in het regentschap Banyumas van de provincie Midden-Java, Indonesië. Rancamaya telt 3926 inwoners (volkstelling 2010).